# Thunbergia petersiana
Thunbergia petersiana är en akantusväxtart som beskrevs av Gustav Lindau. Thunbergia petersiana ingår i släktet thunbergior, och familjen akantusväxter. Inga underarter finns listade i Catalogue of Life.